# Karel Walter-Jizerský
Karel Walter, pseudonym Jizerský (8. října 1892 Staré Benátky – †? neznámo kdy a kde), byl český akademický malíř.

## Život
Karel Walter se narodil ve Starých Benátkách do rodiny truhlářského mistra Karla Waltera. Pocházel ze čtyř sourozenců a od mládí projevoval zálibu v malování. Po absolvování základního vzdělání uvažoval o studiu uměleckého směru. Rodiče ze studiem na malířské akademii však nesouhlasili a tak se vyučil kupcem v Nových Benátkách a Mladé Boleslavi. Při svém pobytu v Mladé Boleslavi získal první malířské vzdělání u malíře Bedřicha Kavánka. Po vyučení si zavedl obchod v domě svých rodičů. Teprve po jejich smrti se mohl věnovat naplno malování. Absolvoval studium na malířské akademii v Praze u profesorů F. Kavána a M. Pirnera. Následně pokračoval ve studiu u prof. Grusse v Lipsku. Byl aktivním členem Výtvarnické družiny v Praze, s níž vystavoval v Mariánských Lázních, Karlových Varech, Hradci Králové a Praze.
Věnoval se především krajinomalbě, portrétní tvorbě a scénám se zvěří v krajině. Rovněž rád maloval náměty, kde dominovali koně.

## Výstavy
- 1946 Český národ Rudé armádě